# Michaela Hrůzová
Michaela Sejpalova-Hrůzová est une patineuse de vitesse sur piste courte tchèque.

## Biographie
Elle naît le 6 février 1998 à Prague.
Au patinage de vitesse sur piste courte aux Jeux olympiques de 2018, elle finit 24e au 1 500 mètres.
Elle participe au 500 mètres et au 1500 mètres au patinage de vitesse sur piste courte aux Jeux olympiques de 2022. Elle doit participer aux sélections néerlandaises, mais annule sa participation pour ne pas risquer d'attraper le Covid quelques semaines avant les Jeux olympiques. Elle représente le pays au 500 mètres et au 1500 mètres, bien qu'elle ait un niveau faible au 500 mètres : c'est sa compatriote Petra Vaňková qui offre une place au pays, mais la République Tchèque ne s'assure qu'une seule place et choisit Hruzova.